# فوردلانديا
فوردلانديا هي مقاطعة  والمنطقة المجاورة لها تبلغ مساحتها 14الف و 568 كيلومتر مربع في بلدية أفيرو بولاية بارا على ضفاف نهر تاباجوس في منطقة الأمازون. حصلت على هذا الاسم لأنها كانت في الماضي مدينة تابعة لشركة ومشروع صناعي زراعي.لشركة السيارات فورد لزراعة شجر الكاوتشوك أو المطاط
كان المشروع، عبارة عن مساحة شاسعة من الأرض حصل عليها رجل الأعمال الأمريكي هنري فورد، من خلال شركته Companhia Ford Industrial do Brasil شركة فورد الصناعية في البرازيل، بامتياز من ولاية بارا، بمبادرة من ولاية بارا. الحاكم ديونيزيو بنتس ووافق عليها المجلس التشريعي في 30 سبتمبر 1927 . تم إغلاق المشروع رسميًا في 24 ديسمبر 1945، بموجب اتفاقية بين فورد والحكومة الفيدرالية البرازيلية.

## القصة

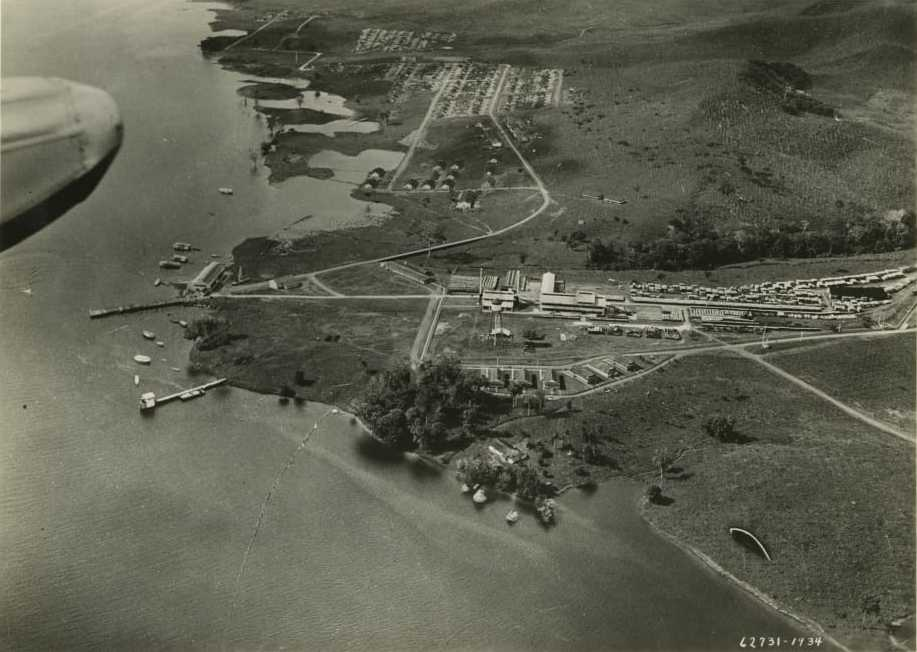
منظر جوي لفوردلانديا عام 1934

كانت نية فورد استخدام المشروع لتزويد شركته من مادة اللاتكس أو المطاط الخام الطبيعي اللازمة لصنع إطارات لسياراته، كان يعتمد على المطاط المنتج في ماليزيا، في ذلك الوقت كانت مستعمرة بريطانية. أعفت شروط الامتياز شركة Ford من دفع أي ضرائب تصدير على المطاط واللاتكس والجلود والجلود والزيت والبذور والخشب وغيرها من السلع المنتجة على الأرض.
كانت الأرض غير خصبة وصخرية ولم يكن لدى أي من مديري فورد خبرة في الزراعة الاستوائية، مما أدى إلى زراعة غير صحيحة لأشجار المطاط - الأشجار التي يُستخرج منها اللاتكس - زرعوها بالقرب من بعضها، على عكس تلك المتباعدة بشكل طبيعي في الغابة، فصارت فريسة سهلة للآفات الزراعية، وخاصة الكائنات الدقيقة من جنس Microcyclus التي دمرت المزارع.

### تمرد
تلقى عمال المزارع طعامًا أمريكيًا نموذجيًا مثل الهامبرغر - الذي سئموا منه -(البرازيليين ياكلون طعاما مؤلفا من فاصوليا ورز مع سلطة خضار وشريحة لحم وبطاطس مقلية أو بيضة مقلية)
و يبيتون في مساكن أيضًا على الطراز الأمريكي، وتطلبوا منهم ارتداء شارات والتحكم فيهم بأسلوب لم يكونوا متعودين عليه (نظرا انهم من المزارعين البسطاء)، مما تسبب في صراعات وانخفاض في الإنتاج. في 1930 ، ثار العمال المحليين - في الكافتيريا - ضد مديرين مشاكسين، الذين اضطروا إلى الاختباء في غابة الأمازون حتى تدخل الجيش البرازيلي واستعاد النظام. بعد ذلك اتفقوا على أي نوع الطعام الذي سيقدمونه للعمال.

### فشل مشروع فورد
كانت الحكومة البرازيلية متشككة في الاستثمارات الأجنبية، خاصة في منطقة الأمازون، ولم تقدم سوى القليل من المساعدة. عندها حاولت شركة فورد نقل المزارع إلى منطقة بلتيرا إلى الشمال، حيث كانت ظروف زرع شجرالمطاط أفضل، ولكن اعتبارا من سنة 1945 ، ظهرت تقنيات جديدة عملت على تصنيع الإطارات من المنتجات البترولية، مما جعل المؤسسة كارثة بالكامل، تسببت في خسائر تزيد عن عشرين مليون دولار.
مع وفاة هنري فورد، تولى حفيده هنري فورد الثاني إدارة الشركة في الولايات المتحدة وقرر إنهاء مشروع زراعة المطاط في البرازيل. من خلال المرسوم 8440 المؤرخ 24 ديسمبر 1945 ، حددت الحكومة الفيدرالية البرازيلية شروط شراء مجموعة Ford Industrial do Brasil: تم تعويض شركة Ford بنحو 250.000 دولار أمريكي، وتولت الحكومة البرازيلية التزامات العمل الخاصة بـ العمال الباقون، بالإضافة إلى اقامة ست مدارس (أربع في بيلتيرا واثنتان في فوردلانديا)؛ مستشفيين ومحطات تجميع ومعالجة وتوزيع المياه في كلتا المدينتين؛ محطات توليد الطاقة؛ أكثر من 70 كيلومترا من الطرق؛ ميناءين نهريين محطة الراديو والهاتف؛ ألفي منزل للعمال. ثلاثين مستودعا ومراكز لتحليل الأمراض وتشريح الجثث؛ وحدتا معالجة اللاتكس؛ تاون هاوس للإدارة قسم بحوث وتحليل التربة. زرع 1,900,000 شجرة مطاط في Fordlândia و 3,200,000 في Belterra.
بعد أن تم إلغاء تنشيط المشروع، فضل عمال فورد السابقون البقاء في المنطقة، حيث كان موجودفيها بنية تحتية جيدة. كما جذب ذلك سكان المناطق المجاورة، الذين رأوا فرصة السكن المجانية في البلدة، لوجود العديد من المباني المهجورة في حالة جيدة.
منذ ذلك الوقت اعتمد السكان على الزراعة واستخراج المطاط وصيد الأسماك لمعيشتهم. حدثت قفزة زراعية أكبر مع افتتاح طريق كويابا - سانتاريم السريع في السبعينيات، والذي جلب افاقا زراعية جديدة إلى المنطقة. اجتذبت المناطق المحيطة بـ Fordlândia ، في عام 2000، زراعة فول الصويا، مما أدى إلى تحول عميق في الاقتصاد المحلي.
على الرغم من وصفها في الصحافة بأنها «مدينة أشباح»، إلا أن المنطقة بها سكان مقيمون ودائمون. في عام 2010، أحصت IBGE الوكالة الرسمية للإحصاء حوالي 1200 من سكان القرية وحدها، وتصل الأرقام التي أضيفت إلى إجمالي مساحة المنطقة إلى حوالي 2000 من سكان Fordlândia.

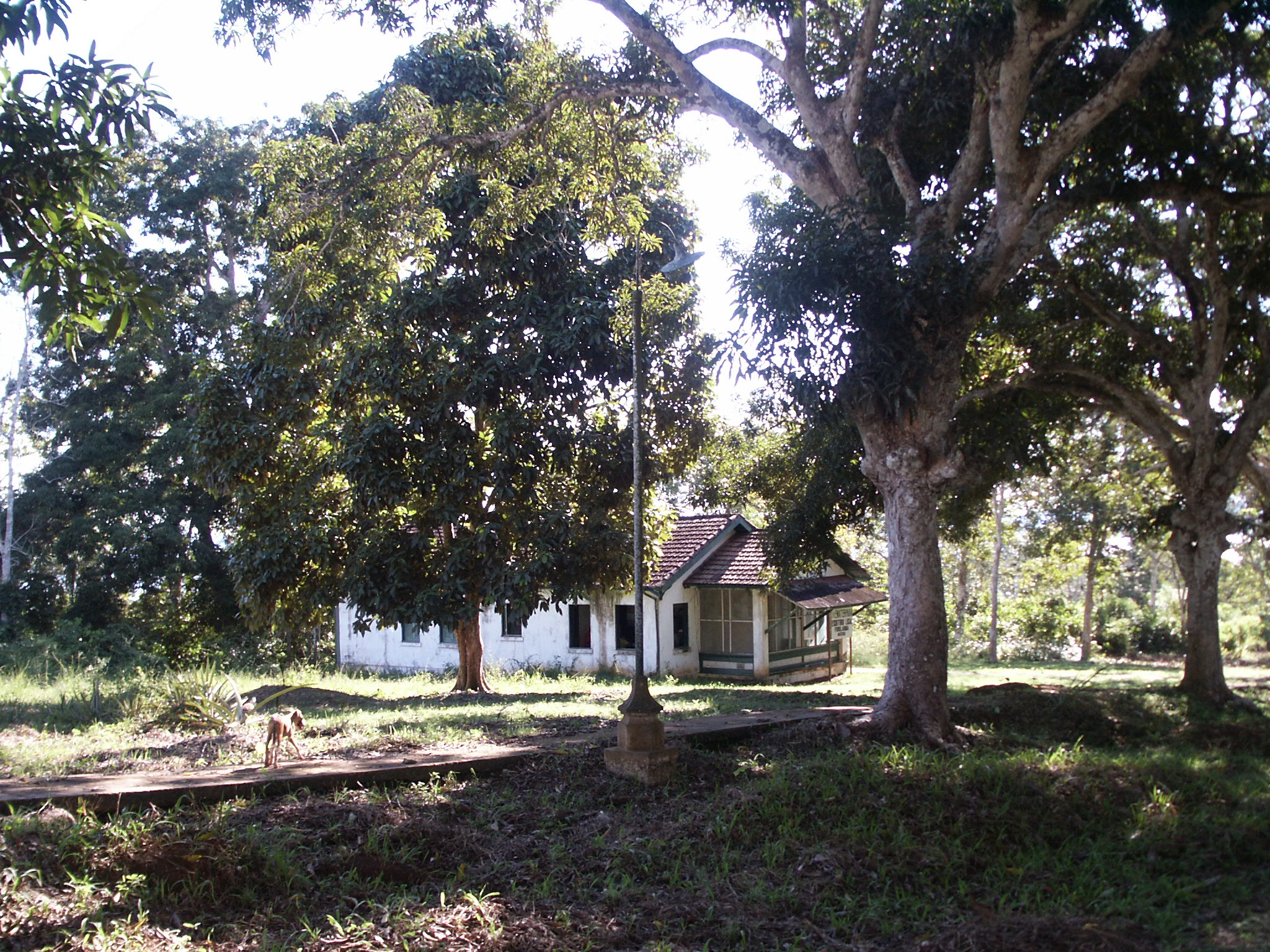
أطلال Fordlândia ، حوالي 2005

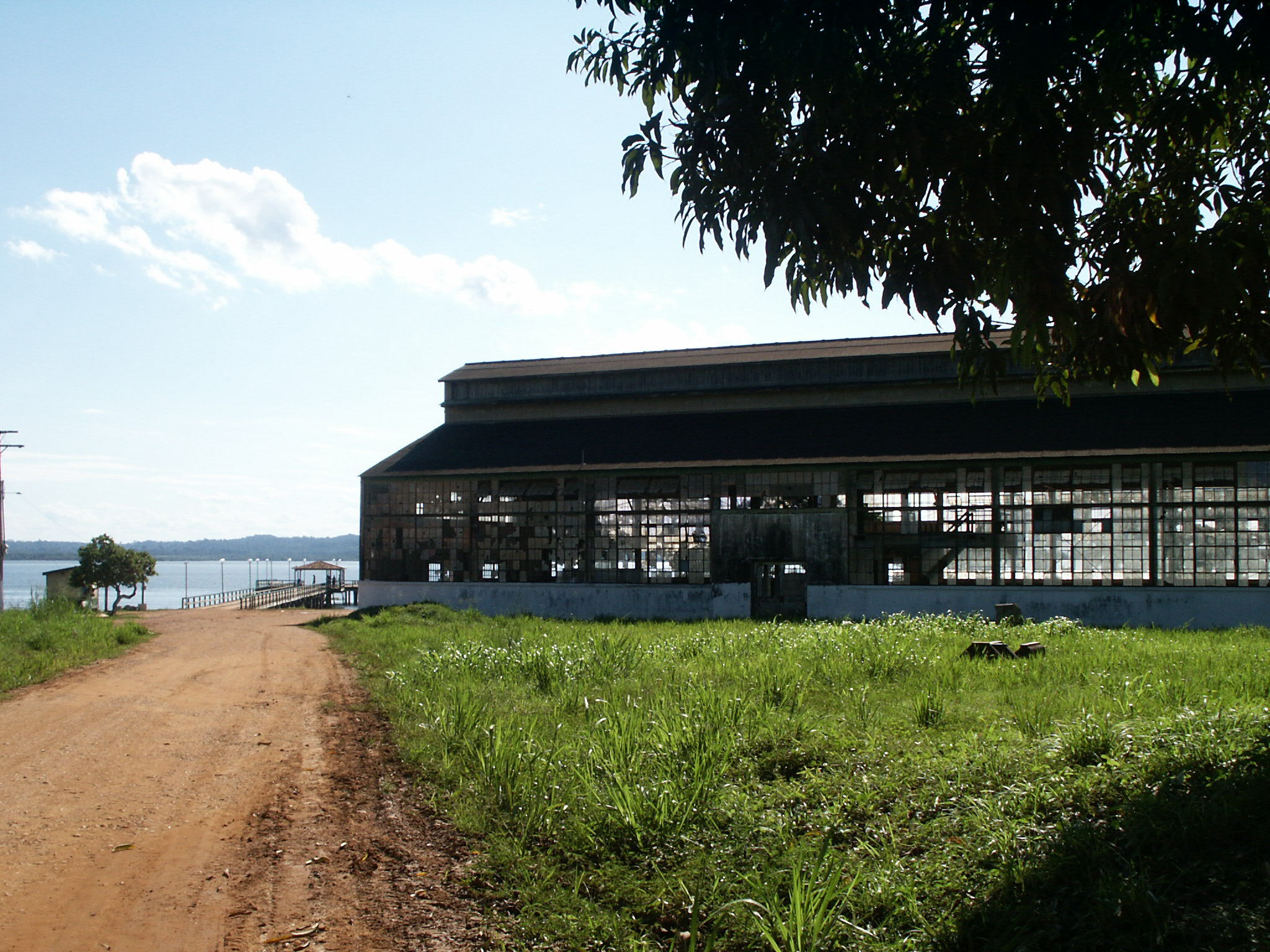
أنقاض Fordlândia ، حوالي 2005.

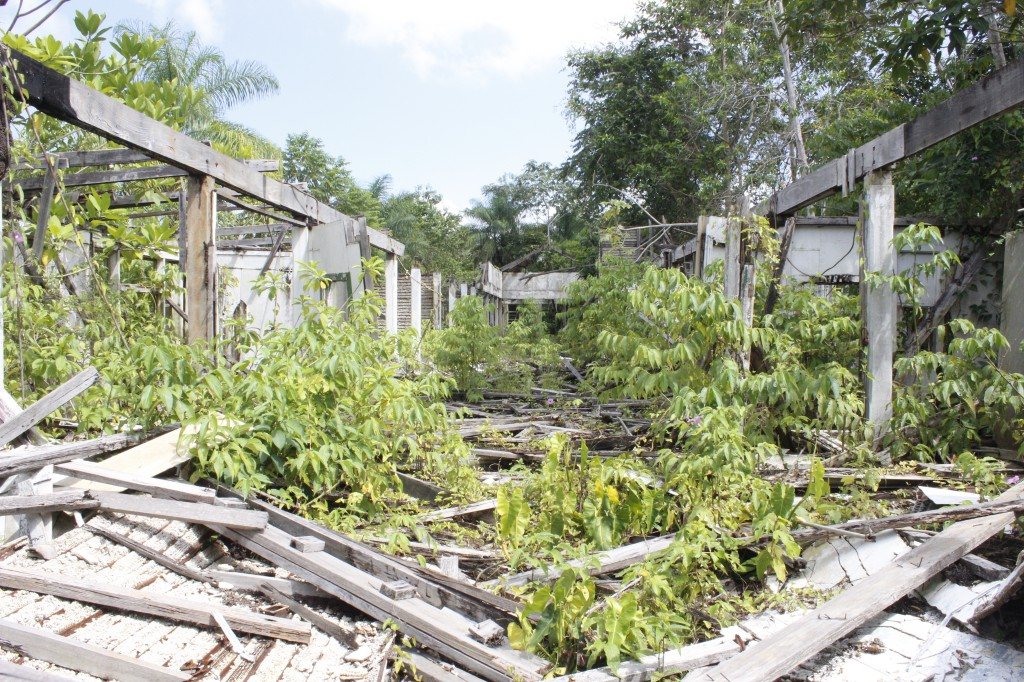
ما زالت معظم المباني الأصلية قائمة ، باستثناء المستشفى الذي تم تفكيكه بواسطة السارق.

لم يتم نسيان Fordlândia تمامًا. الموسيقيون والكتاب شهروا بالفعل مدينة فورد الفاضلة في أعمالهم. المغنية وكاتبة الأغاني كيت كامبل، على سبيل المثال، خلدت Fordlândia وانحلالها في ألبومها لعام 2008 "Save the Day". في نفس العام، أصدر الملحن الأيسلندي يوهان جوهانسون ألبومًا بعنوان Fordlândia.
- دورة المطاط

## فهرس
- ، ج. 78 {{استشهاد}}: الوسيط |title= غير موجود أو فارغ (مساعدة).
- ، ج. 21، ISSN:0022-1937 {{استشهاد}}: الوسيط |title= غير موجود أو فارغ (مساعدة).
- ، ISBN:0-80508236-0 {{استشهاد}}: الوسيط |title= غير موجود أو فارغ (مساعدة).

1. ↑  Fordlândia: a história da cidade utópica que Henry Ford construiu na Amazônia / FlatOut! (بالبرتغالية البرازيلية), Archived from the original on 2022-08-13, Retrieved 2022-05-04.
2. ↑  Gonçalves (26 de outubro de 2017). "Lei Municipal nº 134/2017". Câmara Municipal. مؤرشف من الأصل في 2020-10-28. {{استشهاد ويب}}: تحقق من التاريخ في: |تاريخ= (مساعدة)
3. 1 2  Reed, Drew (19 Aug 2016). "Lost cities #10: Fordlandia – the failure of Henry Ford's utopian city in the Amazon" (بالإنجليزية البريطانية). ISSN:0261-3077. Archived from the original on 2020-11-26. Retrieved 2021-01-02. {{استشهاد بدورية محكمة}}: الاستشهاد بدورية محكمة يطلب |دورية محكمة= (help)
4. ↑  Romero, Simon (20 Feb 2017). "Deep in Brazil's Amazon, Exploring the Ruins of Ford's Fantasyland (Published 2017)" (بالإنجليزية الأمريكية). ISSN:0362-4331. Archived from the original on 2020-11-12. Retrieved 2021-01-02. {{استشهاد بدورية محكمة}}: الاستشهاد بدورية محكمة يطلب |دورية محكمة= (help)
5. ↑  Galey, John (1979). "Industrialista no deserto: o empreendimento de Henry Ford na Amazônia". Journal of Interamerican Studies and World Affairs . 21 (2): 261–289. doi : 10.2307 / 165528 . ISSN  0022-1937 . JSTOR  165528 .
6. ↑  Guia Digital o que fazer em sua viagem a Alter do Chão (بالبرتغالية البرازيلية), Archived from the original on 2022-05-04, Retrieved 2022-05-04[وصلة مكسورة]
7. ↑   https://web.archive.org/web/20230105033342/http://www.observatoriodoagronegocio.com.br/page41/files/soja_para.pdf، مؤرشف من الأصل (PDF) في 2023-01-05 {{استشهاد}}: الوسيط |title= غير موجود أو فارغ (مساعدة).

## روابط خارجية
- «Fordlândia: A derrapada do Ford (ملف)
- أنقاض Fordlândia ، بقلم آلان بيلوز، من Damn Interesting ، تم نشره في 3 أغسطس 2006. يشمل الصور.
- Fordlandia: The Rise and Fall of Henry Ford's Forgotten Jungle City - Democracy Now ، بث 2 يوليو 2009، فيديو ومناقشة (نسخة متاحة).
- Fordlandia على Flickr - صور تاريخية من مركز أبحاث Benson Ford ، مكتبة وأرشيف موجود في متحف Henry Ford .
- «في أعماق أمازون البرازيل، استكشاف آثار Ford's Fantasyland ،» بقلم سيمون روميرو، نيويورك تايمز، 20 فبراير / شباط 2017
- Fordlandia - الحلقة 298 من بودكاست غير مرئية 99٪، نُشرت في 6 مارس 2018